# Agritubel (wielerploeg)
Agritubel was een Franse wielerploeg. Het team bestond onder deze naam sinds 2005 en kwam uit in de Continentale circuits. Agritubel ontving wildcards voor Ronde van Frankrijk in 2006, 2007, 2008 en 2009 ondanks de relatief lage klassering in de UCI Europe Tour.
Het team bestond hoofdzakelijk uit Franse renners.
Eind 2009 werd de sponsoring door Agritubel stopgezet, waardoor de ploeg genoodzaakt was om de boeken dicht te doen.

## Resultaten
De ploeg was in de Tour de France succesvol met ritzeges van:
- Juan Miguel Mercado die na een lange ontsnapping met Cyril Dessel de 10de etappe van editie 2006 wist te winnen; en met
- Brice Feillu in 2009. Hij won dat jaar verrassend de eerste bergetappe met aankomst bergop in Andorra.

Andere overwinningen van het team waren van de Spanjaard Moisés Dueñas Nevado die in het shirt van Agritubel in 2006 de zesde etappe en het klassement van Tour de l'Avenir wist te winnen. In 2007 was het dezelfde Dueñas die de Regio tour op zijn schreef.
Ook de etappe-koers De Tour de Grande-Bretagne werd in 2007 en 2008 gewonnen door renners van Agritubel, respectievelijk Romain Feillu en Geoffroy Lequatre.
Tot slot werd Nicolas Vogondy in 2008 Frans Nationaal Kampioen op de weg.

## Bekende oud-renners
- Jimmy Casper (2008)
- Brice Feillu (2008-2009)
- Romain Feillu (2005 en 2007-2009)
- Nicolas Jalabert (2007-2009)
- David Le Lay (2008-2009)
- Geoffroy Lequatre (2008-2009)
- Christophe Moreau (2008-2009)
- Nicolas Vogondy (2007-2009)

## Grote rondes
| Jaar | Ronde van Italië   | Ronde van Italië | Ronde van Frankrijk | Ronde van Frankrijk     | Ronde van Spanje   | Ronde van Spanje |
| Jaar | hoogste klassering | etappewinst      | hoogste klassering  | etappewinst             | hoogste klassering | etappewinst      |
| ---- | ------------------ | ---------------- | ------------------- | ----------------------- | ------------------ | ---------------- |
| 2006 | geen deelname      | geen deelname    | 39e Benoît Salmon   | 10e Juan Miguel Mercado | geen deelname      | geen deelname    |
| 2007 | geen deelname      | geen deelname    | 39e Moisés Dueñas   |                         | geen deelname      | geen deelname    |
| 2008 | geen deelname      | geen deelname    | 39e Eduardo Gonzalo |                         | geen deelname      | geen deelname    |
| 2009 | geen deelname      | geen deelname    | 25e Brice Feillu    | 7e Brice Feillu         | geen deelname      | geen deelname    |